# Pseudodipsas cuprea
Pseudodipsas cuprea is een vlinder uit de familie van de Lycaenidae. De wetenschappelijke naam van de soort is voor het eerst geldig gepubliceerd in 1965 door Sands.